# Zur Grotte
Zur Grotte war ein Café und eine Kneipe in einem ehemaligen Luftschutzbunker im Dortmunder Kreuzviertel.

## Geschichte
In dem ehemaligen Luftschutzbunker im Kreuzviertel wurde 1948 ein Café mit Eisverkauf und Kneipe eingerichtet. Aus Akten der Stadt Dortmund lässt sich nachvollziehen, dass die Stadt von 1948 bis 1971 eine Konzession für einen Schankbetrieb in dem Luftschutzbunker vergeben hatte. Die Konzession wurde laut Aussagen der Vertreter der Stadt und des Dortmunder Stadtarchäologen sehr wahrscheinlich wegen fehlender intakter oberirdischer Infrastruktur aufgrund der starken Beschädigungen in der Stadt Dortmund während des Zweiten Weltkriegs vergeben. Der ehemalige Luftschutzbunker hatte eine Fläche von etwa 250 Quadratmetern und bot in mehreren Räumen Platz für 390 Personen.
Für den Umbau zum Schankbetrieb „Zur Grotte“ wurde unter anderem die Decke des Luftschutzbunkers geöffnet und in diese Öffnung ein Fenster für Tageslicht eingebaut. Vor den eigentlichen Bunkerwänden wurde im Inneren ein Verblendmauerwerk errichtet, in dem sich Bleiglasfenster befinden. Teile des Gastraums wurden tapeziert und mit Klinkersteinen verkleidet sowie mit Nischen für Blumenkästen in den Wänden versehen. Nach Ablauf der Konzession, die 1971 nicht verlängert wurde, schloss der Schankbetrieb. Die Zugänge wurden zugemauert und der Hauptzugang mit einer Betonplatte verschlossen.
Im Jahr 2017 verschafften sich Mitglieder von „UrbanExploring“ und „Shadows of Dortmund“ für eine Begehung einen Zugang zu dem ehemaligen Luftschutzbunker, indem sie die Betonplatte über dem Bunker öffneten und hinabstiegen.
Im Januar 2023 gab es eine Begehung der Dortmunder Bunkeranlagen durch einen Experten für Lost Places in Begleitung eines Reporters des Dortmunder Lokalradios Radio 91.2, bei der unter anderem auch die ehemalige Kneipe „Zur Grotte“ dokumentiert wurde.
Im April 2023 ließ die Untere Denkmalbehörde der Stadt Dortmund die die Räumlichkeiten verschließende Betonplatte mit einem Kran entfernen. Zwei Tage lang wurden durch den Stadtarchäologen und weitere Mitarbeiter der Denkmalbehörde daraufhin die Anlage vermessen, fotografisch dokumentiert und Fundstücke archiviert. Dabei wurden ein Ofen, eine Küche mit Spültisch, eine Eismaschine, Speisekarten, verschiedene Flaschen und Gläser, Geschirr sowie Gaststättenmobiliar vorgefunden.
Zum Stadtfestival „Dortbunt“ wurde am 6. Mai 2023 auf „Dortbunt.live“ ein Livestream aus den weitläufigen Dortmunder Bunkeranlagen sowie dem ehemaligen Schankbetrieb gesendet.
Ein Sprecher von „Shadows of Dortmund“ hob nach der Öffnung und Begehung des ehemaligen Luftschutzbunkers und der Kneipe durch die Stadt positiv hervor, „dass die Stadt sich nun ihrer Verantwortung bewusst wird und (...) Öffentlichkeit schafft, für vergessene Dortmunder Geschichte.“
Nach der letzten Begehung wurden die Zugänge mit Beton vergossen. Das Bauwerk soll zukünftig in die Denkmalliste der Stadt Dortmund aufgenommen werden.